# Хоффман, Джеффри Алан
Дже́ффри А́лан Хо́ффман (англ. Jeffrey Alan Hoffman; род. 1944) — астронавт НАСА. Совершил пять космических полётов в качестве специалиста полета на шаттлах: STS-51D (1985, «Дискавери»), STS-35 (1990, «Колумбия»), STS-46 (1992, «Атлантис»), STS-61 (1993, «Индевор»),  STS-75 (1996, «Колумбия»), совершил четыре выхода в открытый космос.

## Рождение и образование
Отец Хоффмана, хирург-ортопед Бёртон Хоффман (род. 1920), происходил из семьи еврейских эмигрантов из России Самуила и Евы Гофманов. Родился 2 ноября 1944 года в Бруклине, штат Нью-Йорк, но своим родным считает город Скарсдейл того же штата, там же в 1962 году окончил среднюю школу. Был активным участником движения «Бойскауты Америки». В 1966 году окончил Колледж Амхерста в городе Амхерст, штат Массачусетс и получил степень бакалавра астрономии. В 1971 году в Гарвардском университете получил степень доктора астрофизики. В 1988 году в Университете Райса получил степень магистра по материаловедению.

## До полётов
В 1972—1975 годах работал в Лестерском университете, Великобритания. Разрабатывал полезные нагрузки для геофизических ракет — для наблюдения лунных затмений в рентгеновских лучах и для наблюдения туманности Краба с помощью фокусировки рентгеновских лучей на специальном зеркале. Участвовал так же в разработке рентгеновского оборудования для европейского спутника EXOSAT. В 1975—1978 годах работал в астрофизическом научно-исследовательском центре при Центре космических исследований Массачусетского технологического института. С августа 1977 года принимал участие в экспериментах с использованием гамма-излучния и жесткого рентгеновского излучения на орбитальной обсерватории HEAO-1. Занимался так же обработкой и анализом информации, поступающей со спутника SAS-3.

## Космическая подготовка
16 января 1978 года был зачислен в отряд астронавтов НАСА во время 8-го набора. Прошел Курс Общекосмической подготовки (ОКП) и в августе 1979 года был зачислен в Отдел астронавтов в качестве специалиста полета. Работал в лаборатории моделирования полета в Дауни, штат Калифорния, испытывал системы навигации и управления полетом. Работал также над системой маневрирования и стабилизации орбитальной ступени. Занимался разработкой процедур запуска спутников из грузового отсека. Входил в экипаж поддержки STS-5 и был оператором связи с экипажем во время полета STS-8 и STS-82.

## Космические полёты
- Первый полёт — STS-51D[5], шаттл «Дискавери». C 12 по 19 апреля 1985 года в качестве специалиста полета. Во время полета выполнил один выход в открытый космос: 16.04.1985 - продолжительностью 3 часа 10 минут. Продолжительность полёта составила 6 суток 23 часа 56 минут[6].

Был назначен специалистом полета в экипаж шаттла Колумбия STS-61E, который должен был стартовать в марте 1986 года. Но из-за катастрофы шаттла Челленджер это полет был отменен.
- Второй полёт — STS-35[7], шаттл «Колумбия». Со 2 по 11 декабря 1990 года в качестве специалиста полета. Продолжительность полёта составила 8 суток 23 часа 6 минут[8].

- Третий полёт — STS-46[9], шаттл «Атлантис». C 31 июля по 8 августа 1992 года в качестве специалиста полета. Продолжительность полёта составила 7 суток 23 часа 16 минут[10].

- Четвертый полёт — STS-61[11], шаттл «Индевор». Со 2 по 13 декабря 1993 года в качестве специалиста полета. Во время полета выполнил три выхода в открытый космос: 05.12.1993 - продолжительностью 7 часов 54 минуты,  07.12.1993 - продолжительностью 6 часов 47 минут и 09.12.1993 - продолжительностью 7 часов 21 минуту. Продолжительность полёта составила 10 суток 19 часов 59 минут[12].

- Пятый полёт — STS-75[13], шаттл «Колумбия». C 22 февраля по 9 марта 1996 года в качестве специалиста полета. Продолжительность полёта составила 15 суток 17 часов 41 минуту[14].

Общая продолжительность внекорабельной деятельности: 25 часов 12 минут. Общая продолжительность полётов в космос — 50 суток 11 часов 59 минут. В 1996 году возглавлял Отделение полезной нагрузки и систем жизнеобеспечения Отдела астронавтов. Ушел из отряда астронавтов в июле 1997 года.

## После полётов
С июля 1997 по август 2001 года работал европейским представителем НАСА в Париже. В августе 2001 года по линии НАСА был направлен в Массачусетский технологический институт, где работал профессором кафедры аэронавтики и астронавтики, а позже перешёл на руководящую работу.

## Награды и премии
Награждён: пять Медалей «За космический полёт» (1985, 1990, 1992, 1993 и 1996), дважды - Медаль «За исключительные заслуги», дважды - Медаль «За выдающуюся службу» (НАСА), Диплом имени В. М. Комарова Международной авиационной федерации (1991) и Диплом имени С. П. Королёва Международной авиационной федерации (1994)
и многие другие.

## Семья
Жена — Барбара Кэтрин Эттридж, у них два сына — Сэм и Орин. Увлекается: лыжи, альпинизм, туризм, велоспорт, катание на роликах, плавание и музыка.